# 다카라베역
다카라베역(일본어: 財部駅)은 일본 가고시마현 소오시에 있는 규슈 여객철도의 역이다. 상대식 승강장 2면 2선의 구조를 지닌 지상역이다.

## 역 주변
- 소오 시청 다카라베 지소
- 다카라베 주오 병원
- 다카라베 정 향토관

## 역사
- 1929년 4월 28일 : 개업.
- 1987년 4월 1일 : 민영화에 의해, 규슈 여객철도로 이관.

## 인접 정차역
| 닛포 본선            | 닛포 본선   | 닛포 본선                  |
| -------------------- | ----------- | -------------------------- |
| 이소이치 고쿠라 방면 | ■ 닛포 본선 | 기타마타 가고시마추오 방면 |